# 성남시의 마천루 목록
대한민국 경기도 성남시의 마천루 목록이다. 대한민국의 「초고층 및 지하연계 복합건축물 재난관리에 관한 특별법」에 따르면 '초고층 건축물' 이란 층수가 50층 이상 또는 높이가 200m 이상인 건축물을 말한다.

## 마천루 순위
본 목록은 완공되었거나, 상량식을 끝낸 마천루이다.
| 순위 | 이름                         | 사진 | 위치          | 높이 | 층수 | 완공 연도 | 비고   |
| ---- | ---------------------------- | ---- | ------------- | ---- | ---- | --------- | ------ |
| 1=   | 네이버 그린팩토리            |      | 분당구 정자동 | 135m | 28층 | 2010년    | [ 1 ]  |
| 1=   | 네이버 1784                  |      | 분당구 정자동 | 135m | 28층 | 2021년    | [ 2 ]  |
| 3=   | 미켈란쉐르빌 C동             |      | 분당구 정자동 | 133m | 28층 | 2003년    | [ 3 ]  |
| 3=   | 정자 푸르지오시티 3차 A동    |      | 분당구 정자동 | 133m | 34층 | 2015년    | [ 4 ]  |
| 3=   | 정자 푸르지오시티 3차 B동    |      | 분당구 정자동 | 133m | 34층 | 2015년    | [ 5 ]  |
| 3=   | 타임브릿지                   |      | 분당구 정자동 | 133m | 37층 | 2005년    | [ 6 ]  |
| 7=   | 코오롱 트리폴리스 A동        |      | 분당구 금곡동 | 130m | 37층 | 2002년    | [ 7 ]  |
| 7=   | 코오롱 트리폴리스 B동        |      | 분당구 금곡동 | 130m | 37층 | 2002년    | [ 8 ]  |
| 7=   | 코오롱 트리폴리스 C동        |      | 분당구 금곡동 | 130m | 37층 | 2002년    | [ 9 ]  |
| 7=   | 미켈란쉐르빌 D동             |      | 분당구 정자동 | 130m | 37층 | 2003년    | [ 10 ] |
| 11=  | 정자 푸르지오시티 1차        |      | 분당구 정자동 | 121m | 30층 | 2013년    | [ 11 ] |
| 11=  | 코오롱 더프라우              |      | 분당구 정자동 | 121m | 33층 | 2004년    | [ 12 ] |
| 13=  | 백궁 동양파라곤 오피스텔 A동 |      | 분당구 정자동 | 120m | 32층 | 2005년    | [ 13 ] |
| 13=  | 백궁 동양파라곤 오피스텔 B동 |      | 분당구 정자동 | 120m | 37층 | 2005년    | [ 14 ] |
| 13=  | 분당 두산타워                |      | 분당구 정자동 | 120m | 27층 | 2020년    | [ 15 ] |

## 같이 보기
- 성남시
- 마천루 목록
- 아시아의 마천루 목록
- 대한민국의 마천루 목록